# Frederico VI da Dinamarca
Frederico VI (Copenhague, 28 de janeiro de 1768 – Copenhague, 3 de dezembro de 1839) foi o Rei da Dinamarca de 1808 até sua morte e também Rei da Noruega de 1808 até sua abdicação em fevereiro de 1814. Foi regente durante a doença mental de seu pai a partir de 1784 até sua ascensão, sendo chamado de Príncipe Herdeiro Regente.
Foi nomeado presidente do Conselho de Estado em 1784, logo após seu pai ficar incapacitado para tal cargo e atuou como regente até a morte de Cristiano VII, que aconteceu em 1808. Frederico, com a colaboração do conde Andreas Peter Bernstoff, conduziu uma série de reformas, como a concessão de liberdade de imprensa, direito civil ao judeus e a abolição do comércio de escravos.
Uniu-se à Liga de Neutralidade Armada contra a Inglaterra, formada por estados do norte da Europa (Rússia, Suécia e Prússia) em 1800. Esta decisão foi consequência de os britânicos não terem respeitado os direitos dos navios livres durante a Revolução Francesa. Desde esse momento, todos os barcos dinamarqueses que se encontravam em portos britânicos foram capturados. Quando Frederico se negou a abandonar a convenção de neutralidade, um ano depois, a frota dinamarquesa foi destruída quase totalmente pelo armada britânica, sob o comando do almirante Nelson.
Frederico se manteve firma na sua luta contra os ingleses durante as Guerras Napoleônicas (a Dinamarca permanecia neutra) e os britânicos bombardearam Copenhague em 1807. O rei se aliou com Napoleão neste mesmo ano. Quando o imperador francês foi derrotado em 1814, Frederico se viu obrigado a ceder a Noruega e a Suécia, conforme estipulado no Tratado de Kiel.
A guerra deixou o país na bancarrota e o monarca dedicou vários anos a por em ordem a economia dinamarquesa. Na última época de seu reinado, formou um governo constitucional e estabeleceu conselhos provinciais.
Foi sucedido no trono pelo seu primo que assumiu como Cristiano VIII da Dinamarca.

## Casamento e descendência
Frederico casou-se a 31 de Julho de 1790 com a sua prima direita, a condessa Maria Sofia de Hesse-Cassel. O casal teve oito filhos:
- Cristiano da Dinamarca (22 de Setembro de 1791 – 23 de Setembro de 1791), morreu com um dia de idade.
- Maria Luísa da Dinamarca (19 de Novembro de 1792 – 12 de Outubro de 1793), morreu aos dez meses de idade.
- Carolina da Dinamarca (28 de Outubro de 1793 – 31 de Março de 1881), casada com o príncipe Fernando da Dinamarca; sem descendência.
- Luísa da Dinamarca (21 de Agosto de 1795 – 7 de Dezembro de 1795), morreu aos três meses de idade.
- Cristiano da Dinamarca (1 de Setembro de 1797 – 5 de Setembro de 1797), morreu com quatro dias de idade.
- Juliana Luísa da Dinamarca (12 de Fevereiro de 1802 – 23 de Fevereiro de 1802), morreu com onze dias de idade.
- Frederica Maria da Dinamarca (3 de Junho de 1805 – 14 de Julho de 1805), morreu com um mês de idade.
- Guilhermina Maria da Dinamarca (18 de Janeiro de 1808 – 30 de Maio de 1891), casada primeiro com o rei Frederico VII da Dinamarca de quem se divorciou sem descendência. Casada depois com o duque Carlos de Schleswig-Holstein-Sonderburg-Glücksburg; sem descendência.